# Lebenszufriedenheit

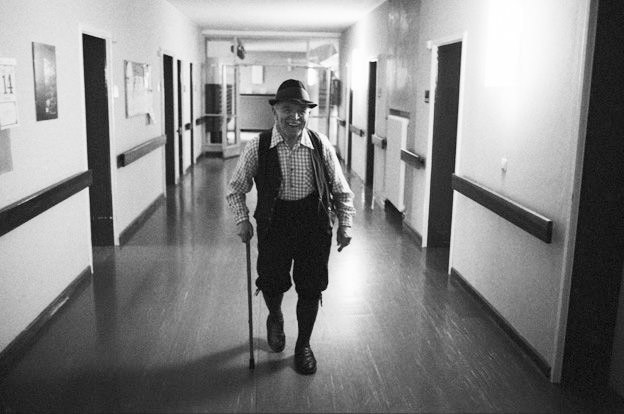
Lebenszufriedenheit auch im Alter: Ein Senior in einem Altenheim strahlt Lebensfreude aus

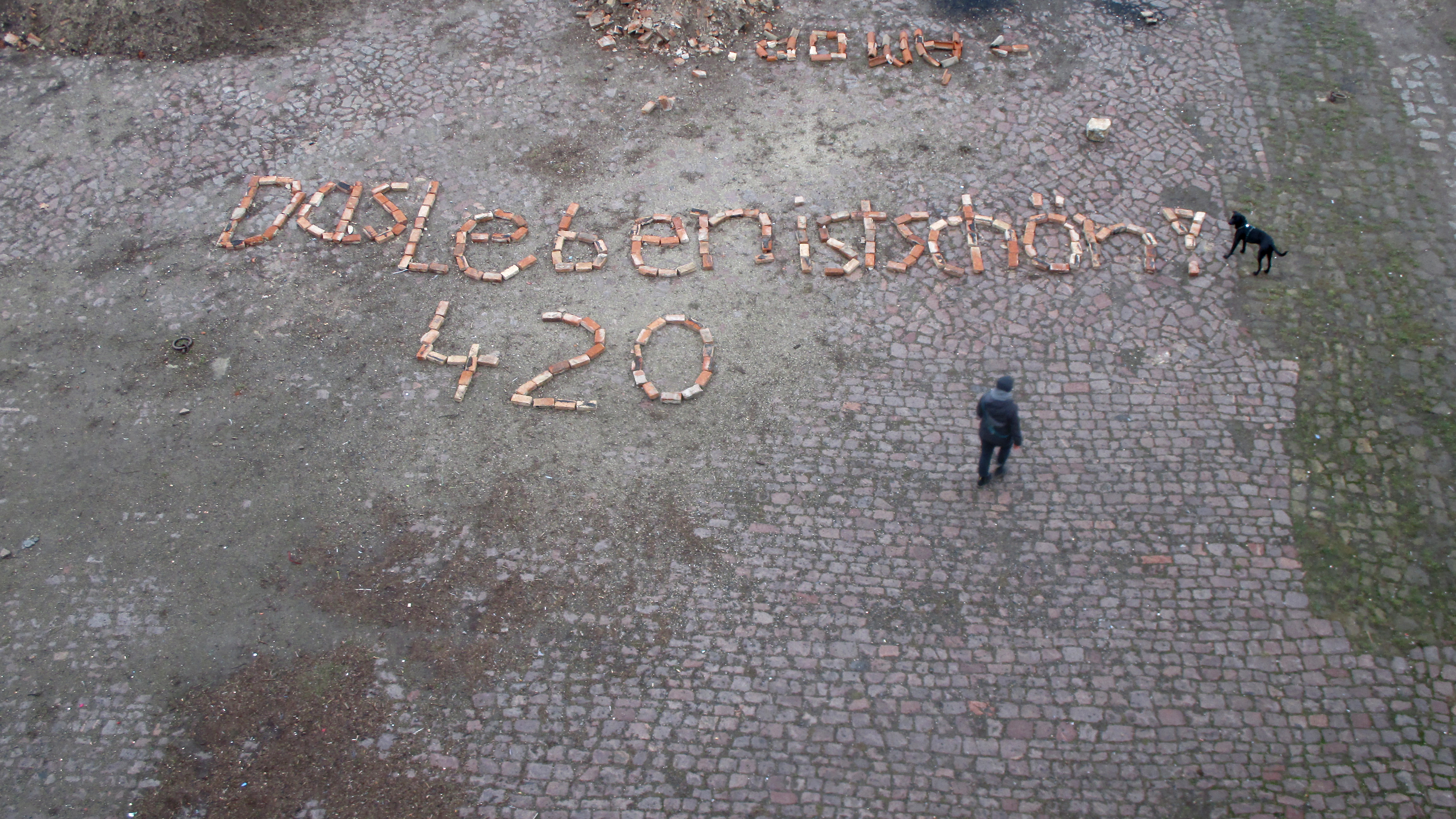
Das Leben ist schön – Elbufer Dresden

Als Lebenszufriedenheit wird die Zufriedenheit einer Person mit ihrer tatsächlichen Lebenslage verstanden.
Die Zufriedenheitsforschung hat sich vor allem mit drei Arten von Zufriedenheit befasst, der Arbeitszufriedenheit, Kundenzufriedenheit und Mitarbeiterzufriedenheit. Die Lebenszufriedenheit kann allgemein mit der Arbeitszufriedenheit in Zusammenhang gebracht werden, sie wird sogar als deren Hauptkomponente angesehen. Lebenszufriedenheit kann auch definiert werden als die zum Ausdruck gebrachte subjektive Einschätzung, ob und in welchem Maß eine Person mit den Lebensbedingungen in ihrem Umfeld zufrieden ist.
Lebenszufriedenheit ist kein momentaner Zustand und auch nicht abhängig von Launen, sondern das Ergebnis eines Nachdenkens über die eigene Lage (Selbstreflexion). Lebenszufriedenheit bezieht sich stets auf einen längeren Zeitraum und schließt die Bewertung ganz verschiedener Bereiche wie Partnerschaft, Beruf, Finanzen, Freizeit, Freunde, Wohnsituation usw. ein. Psychologen ermitteln die Lebenszufriedenheit oft mit allgemeinen Fragen, etwa „Alles in allem, wie zufrieden sind Sie mit Ihrem Leben?“, auf die die Personen dann mit verschiedenen Abstufungen von „überhaupt nicht“ über „mittelmäßig“ bis „ganz und gar“ antworten können.

## Lebensbedingungen
Der Lebenszufriedenheit stehen die Lebensbedingungen gegenüber. Je nachdem, wie die Lebensbedingungen tatsächlich sind und welche Lebenszufriedenheit daraus erwächst, werden in den Sozialwissenschaften verschiedene Fachbegriffe verwendet:
- Das Zusammentreffen von guten Lebensbedingungen und positivem Wohlbefinden ist die erstrebenswerteste Kombination und wird als Well-Being bezeichnet.
- Adaptation bezeichnet die Verbindung von schlechten Lebensbedingungen bei gleichzeitigem Vorliegen von Zufriedenheit (auch „Zufriedenheitsparadox“ genannt). Unter dem Begriff „Paradox der Lebenszufriedenheit im hohen Alter“ hat dieses Erscheinungsbild Eingang in die Gerontologie gefunden.
- Bei der Deprivation gehen schlechte Lebensbedingungen mit negativem Wohlbefinden einher.
- Dissonanz bezeichnet den Sachverhalt, bei welchem gute Lebensbedingungen vorliegen, indessen Unzufriedenheit geäußert wird (auch „Unzufriedenheitsdilemma“ genannt).

In der Psychologie und in den Sozialwissenschaften wurden verschiedene standardisierte Fragebögen entwickelt, um Unterschiede in Lebenszufriedenheit bzw. Lebensqualität zu erfassen und mit Ergebnissen bevölkerungsrepräsentativer Umfragen zu vergleichen, z. B. der Fragebogen zur Lebenszufriedenheit.
Der Sozialpsychologe Ed Diener hat festgestellt, dass die höchste Lebenszufriedenheit von Bürgern in den Ländern anzutreffen sei, die über eine alte demokratische Tradition verfügen.

## Messung
Der Soziologe Günter Wiswede stellte 1980 im Rahmen der Zufriedenheitsmessung folgende Gleichung auf, wobei die Zufriedenheit {\displaystyle Z} das Ergebnis der Gegenüberstellung vom bisher Erreichten {\displaystyle E_{i}} zum noch zu Erstrebenden {\displaystyle E_{s}} ist:
{\displaystyle Z={\frac {E_{i}}{E_{s}}}}.
Zufriedenheit ist also die Gegenüberstellung von Istwerten und Sollwerten im Hinblick auf einen bestimmten Sachverhalt. Bei der Lebenszufriedenheit werden die erreichten Istwerte dem angestrebten Sollwert (persönliche Ziele) im Rahmen eines Soll-Ist-Vergleichs gegenübergestellt.

## Zufriedenheitsgrad
Der Zufriedenheitsgrad {\displaystyle ZG} ist eine Kennzahl, welche die tatsächlich erreichten Istwerte {\displaystyle I} den Erwartungen/Zielen (Sollwerte) {\displaystyle E} gegenüberstellt:
{\displaystyle Z={\frac {E_{i}}{E_{s}}}}.
Liegt der Zufriedenheitsgrad bei 100 %, wurden sämtliche Erwartungen erfüllt, bei 0 % ist völlige Unzufriedenheit vorhanden. Zufriedenheitsgrade von über 80 % drücken hohe Zufriedenheit aus, während bei Zufriedenheitsgraden von unter 50 % von Unzufriedenheit gesprochen werden muss. Hohe Zufriedenheitsgrade sind die Voraussetzung dafür, dass der Zustand des Glücks erreicht werden kann.

## Abgrenzung
(Lebens-)Zufriedenheit und Glück werden häufig als Synonyme angesehen, sind es aber nicht. Lebenszufriedenheit beinhaltet ausschließlich kognitive Aspekte, Glück dagegen impliziert im engeren Sinne auch affektive Prozesse des Menschen. Während das Glücksgefühl ständig variieren kann, erweist sich die Lebenszufriedenheit dagegen als weitgehend konstant.